# Лейк-Кошкононг (Вісконсин)
Лейк-Кошкононг (англ. Lake Koshkonong) — переписна місцевість (CDP) в США, в окрузі Джефферсон штату Вісконсин. Населення — 1239 осіб (2020).

## Географія
Лейк-Кошкононг розташований за координатами 42°51′38″ пн. ш. 88°56′24″ зх. д. / 42.86056° пн. ш. 88.94000° зх. д. (42.860502, -88.940129).  За даними Бюро перепису населення США в 2010 році переписна місцевість мала площу 77,25 км², з яких 36,53 км² — суходіл та 40,72 км² — водойми.

## Демографія
Згідно з переписом 2010 року, у переписній місцевості мешкали 1204 особи в 525 домогосподарствах у складі 353 родин. Густота населення становила 16 осіб/км².  Було 833 помешкання (11/км²).
Расовий склад населення:
| - 97,6 % — білих - 0,8 % — азіатів - 0,6 % — чорних або афроамериканців - 0,2 % — корінних американців |

До двох чи більше рас належало 0,5 %. Частка іспаномовних становила 1,7 % від усіх жителів.
За віковим діапазоном населення розподілялося таким чином: 17,2 % — особи молодші 18 років, 61,7 % — особи у віці 18—64 років, 21,1 % — особи у віці 65 років та старші. Медіана віку мешканця становила 49,4 року. На 100 осіб жіночої статі у переписній місцевості припадало 105,5 чоловіків;  на 100 жінок у віці від 18 років та старших — 103,1 чоловіків також старших 18 років.
Середній дохід на одне домашнє господарство  становив 83 076 доларів США (медіана — 67 031), а середній дохід на одну сім'ю — 91 075 доларів (медіана — 69 107). Медіана доходів становила 60 547 доларів для чоловіків та 37 500 доларів для жінок. За межею бідності перебувало 6,5 % осіб, у тому числі 10,8 % дітей у віці до 18 років та 1,6 % осіб у віці 65 років та старших.
Цивільне працевлаштоване населення становило 616 осіб. Основні галузі зайнятості: освіта, охорона здоров'я та соціальна допомога — 23,4 %, виробництво — 21,3 %, роздрібна торгівля — 14,1 %, науковці, спеціалісти, менеджери — 7,6 %.